# Glen Little
Glen Matthew Little (Wimbledon, 15 ottobre 1975) è un ex calciatore inglese, di ruolo centrocampista.

## Palmarès

### Club

#### Competizioni nazionali
- Irish Cup: 1

Glentoran: 1995-1996
- Campionato inglese di seconda divisione: 1

Reading: 2005-2006
- FA Trophy: 1

Wrexham: 2012-2013

### Individuale
- Squadra dell'anno della PFA: 1

1999-2000 (Division Two)